# نیک تونز: نبرد برای جزیره ولکانو
نیک تونز: نبرد برای جزیره وُلکانو (در مناطق پال با نام باب اسفنجی و دوستان: نبرد برای جزیره وُلکانو نامیده می‌شود) یک بازی ویدیویی در سال ۲۰۰۶ است که ادامه دهنده بازی ویدیویی نیک تونز متحد شوید! است.
بازیکنان شش شخصیت از فرنچایز‌های نیکلودئون مثل: باب اسفنجی، دنی فانتوم و والدین نسبتاً عجیب و غریب نقش شش شخصیت قابل بازی را بر عهده می‌گیرند. در این طرح باب اسفنجی، دنی فانتوم، تیمی ترنر (با کاسمو و واندا)، پاتریک ستاره، سام مانسون و سندی چیکس در تلاشند تا از جزیره در مقابل یک شرور کاملاً جدید به نام ماگو(Mawgu) محافظت کنند. شخصیت‌هایی مثل اختاپوس، تاکر فولی و جیمی نوترون نیز ظاهر می‌شوند، اما فقط به عنوان پشتیبانی و قابل بازی کردن نیستند. یک سال بعد دنباله این بازی با نام نیک تونز: حمله توی بات ادامه یافت.

## طرح
در دنیای جزیره ای به نام جزیره آتشفشان، سه نفر از خرچنگ‌ها به رهبری خرچنگ پیر عاقل و دو دستیار وی در اطراف یک مراسم در Summoner Rock جمع می‌شوند تا قهرمانان «نه» را برای شکست دادن دشمن باستانی خود، ماگو، احضار کنند. با این حال، ماگو دایره احضار را می‌شکند، و نه قهرمان را در سراسر جزیره پراکنده می‌کند. باب اسفنجی و دنی فانتوم درست در همان جایی قرار می‌گیرند که خرچنگ قدیمی است. او به آنها می‌گوید که آنها را در اینجا احضار کرده و به آنها می‌گوید که ماگو از زندان خود فرار کرده و به دنبال انتقام از جزیره است. ماگو یک سوراخ وحشتناک ایجاد کرده‌است که همه و همه افراد را لمس می‌کند. با این حال، طبق افسانه‌های خرچنگ، «برگزیدگان» می‌توانند همه را از ماگو نجات دهند و ماگو را شکست دهند.
باب اسفنجی و دنی با مینیون‌های ماگو مبارزه می‌کنند و تیمی ترنر، دوستان دنی سم مانسون و تاکر و دوستان باب اسفنجی سندی چیکس، اختاپوس و پاتریک را پیدا می‌کنند. آنها یکی از وسایل ارتباطی جیمی نوترون را پیدا می‌کنند و می‌فهمند که وقفه در مراسم ماگو باعث ورود جیمی به آزمایشگاه شد. جیمی همچنین نشان می‌دهد که ماگو شکافی در زمان و مکان در بالای آتشفشان ایجاد کرده‌است که انرژی خود را از رِتروویل (سرزمین جیمی نوترون)، بیکینی باتم (سرزمین باب اسفنجی)، دیمس دیل (سرزمینی که در آن والدین نسبتاً عجیب و غریب به سر می‌برند) و آمیتی پارک (سرزمین دنی فانتوم) استفاده می‌کند تا خود را تأمین کند. اگر این مدت طولانی ادامه پیدا کند، دنیای آنها را می‌مکد و مولتی ورس را نابود می‌کند.
تاکر (دوست دنی فانتوم) با استفاده از نقشه‌های جیمی، بقیه قهرمانان را برای جمع‌آوری قطعات یک Rift Zipper می‌فرستد تا شکاف را ببندد و ماگو را متوقف کند. پس از تکمیل، هشت قهرمان وارد آتشفشان می‌شوند و به سمت شکاف حرکت می‌کنند، جایی که ماگو در انتظار آنها است. سم، تاکر، سندی، تیمی و پاتریک با استفاده از بقایای مکیده شده از دنیای دیگر به هسته شکاف، موگو را مشغول نگه داشتن دنی، باب اسفنجی و اختاپوس می‌کنند. این دستگاه قدرت ماگو را تخلیه می‌کند، و باعث می‌شود شکاف بسته شده برای همیشه او را مهر و موم کند.
قهرمانان پس از تبریک توسط خرچنگ پیر خردمند و مردهای جزیره آتشفشان، سپس از طریق پورتالی که جیمی باز کرده‌است، خارج می‌شوند، بنابراین وی می‌تواند آنها را به دنیای مربوط به بفرستد.

## بازخورد
| گردآورنده | امتیاز                        |
| --------- | ----------------------------- |
| متاکریتیک | ۵۹/۱۰۰ (PS2/NDS) ۶۹/۱۰۰ (GBA) |

| ناشر              | امتیاز                               |
| ----------------- | ------------------------------------ |
| گیمزمستر          | ۴٫۸/۱۰                               |
| گیم‌زون            | ۶٫۳/۱۰ (NDS) ۵٫۹/۱۰ (PS2) ۶/۱۰ (GBA) |
| آی‌جی‌ان            | ۵٫۵/۱۰ (NDS) 4.2/10 (PS2) ۷/۱۰ (GBA) |
| اوپی‌ام (بریتانیا) | ۶/۱۰                                 |

بازی بازبینی‌های متفاوتی داشت. متاکریتیک به نسخه پلی استیشن ۲، ۵۹٪ داد و به نسخه گیم بوی ادونس ۶۹٪ و به نسخه نینتندو دی اس ۵۹٪ داده‌است.